# Rue Victor-Hugo (Pantin)
Pour les articles homonymes, voir Rue Victor-Hugo.
La rue Victor-Hugo est l'une des artères principales de Pantin.

## Situation et accès

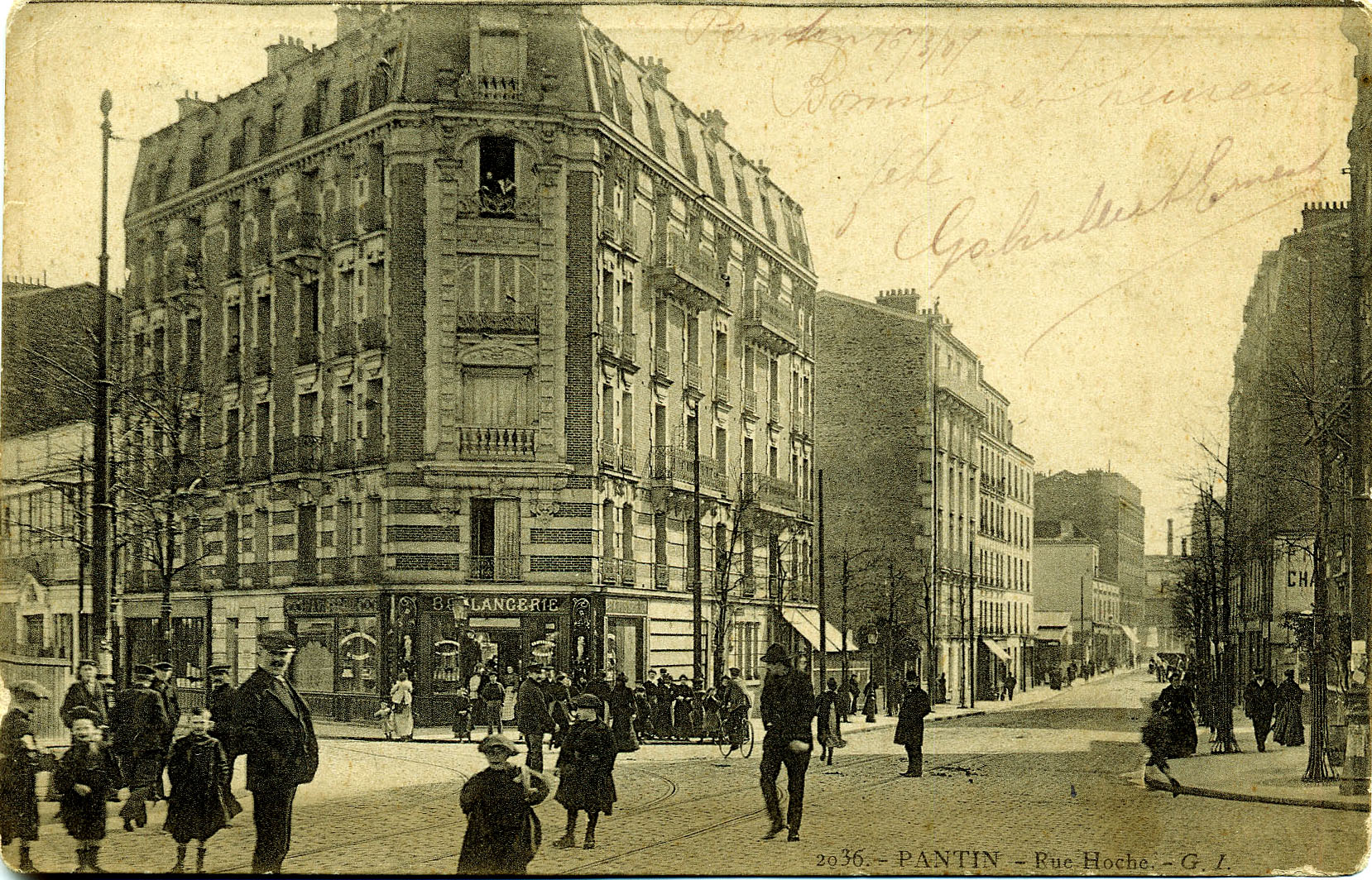
Pantin, rue Hoche, rue Victor-Hugo.

Orientée du nord-ouest au sud-est, la rue Victor-Hugo part du carrefour de la rue Hoche et de l'avenue du Général-Leclerc. Elle rencontre la rue Florian et la rue Étienne-Marcel, puis traverse le carrefour de la rue Montgolfier et de la rue Eugène-et-Marie-Louise-Cornet. Passant ensuite la rue Delizy, elle se termine sur la place de l'Église, à l'avenue Jean-Lolive.
Elle est desservie par la gare de Pantin, de l'autre côté du canal de l'Ourcq, et par la station de métro Église de Pantin, sur la ligne 5 du métro de Paris.

## Origine du nom

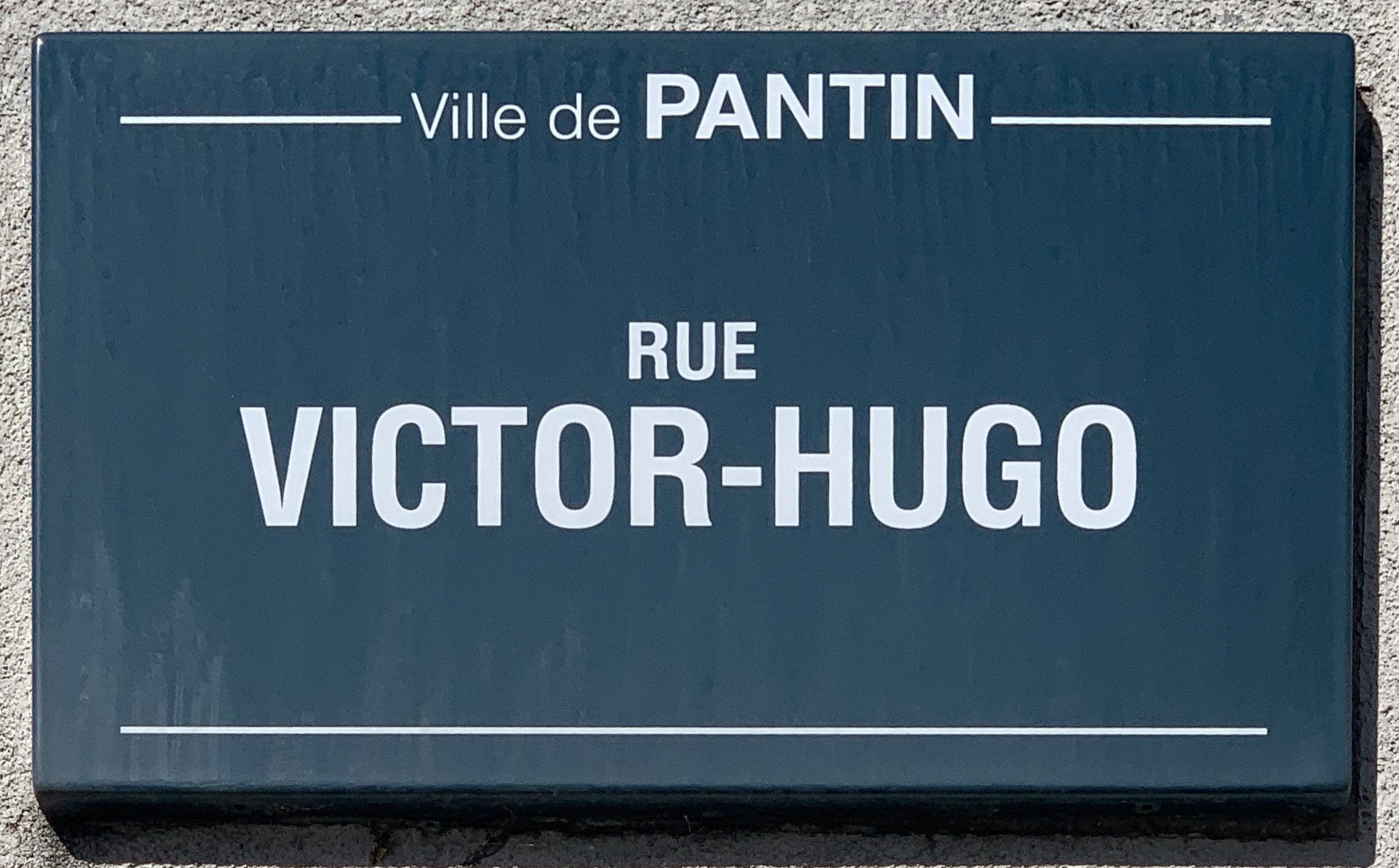
Plaque de la rue.

Elle porte le nom de l'écrivain français Victor Hugo (1802-1885),.

## Historique

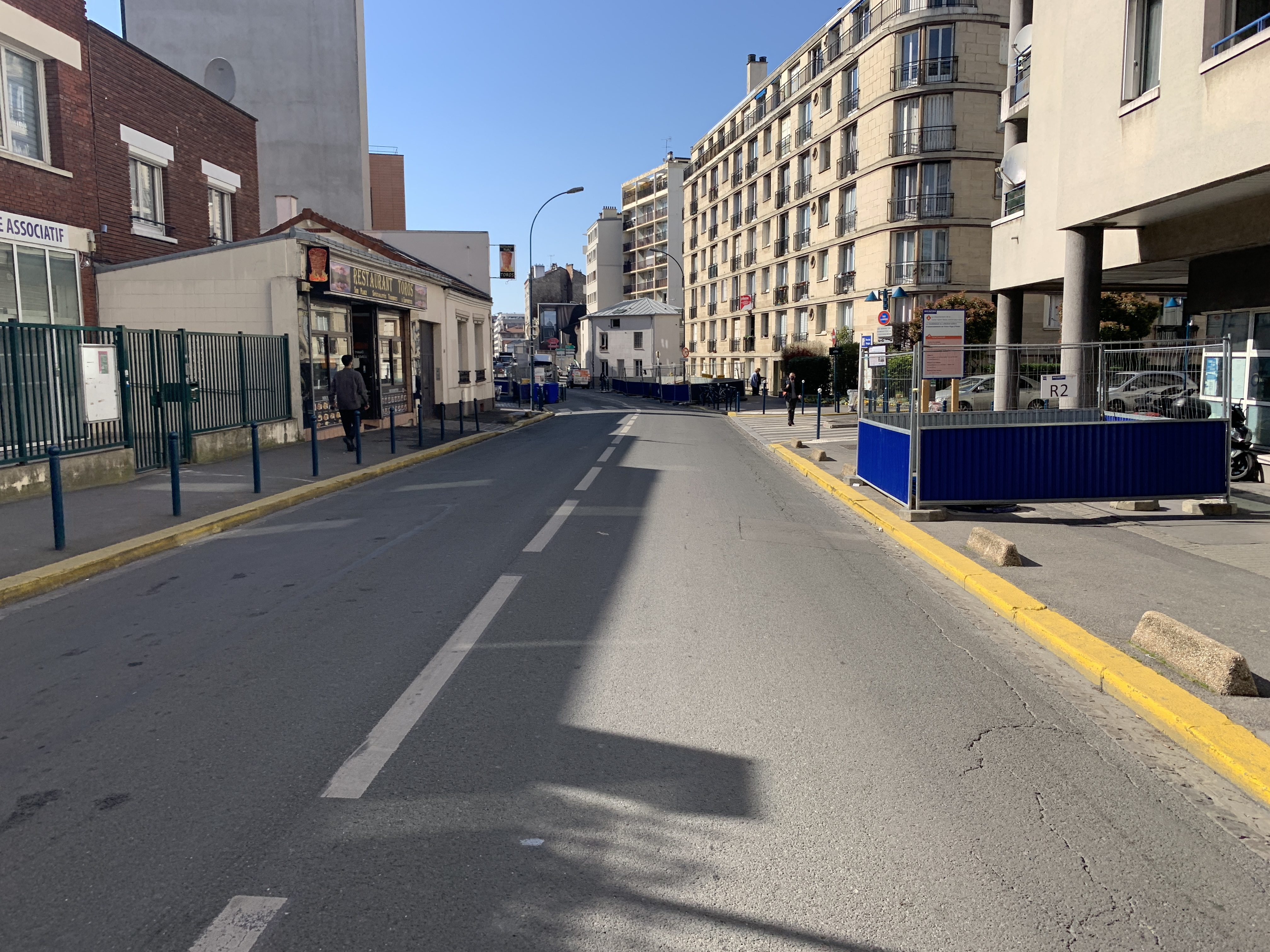
La rue en mars 2021.

Cette rue qui s'appelait jadis « rue de l'Égypte » est devenue en 1885, la « rue Victor-Hugo ».

## Bâtiments remarquables et lieux de mémoire
- Résidence Victor-Hugo, conçue par les architectes Fernand Pouillon et Roland Dubrulle[3], construite de 1957 à 1963.
- Centre national de la danse.
- Ancienne manufacture de meubles Frédéric Louis[4].
- Église Saint-Germain de Pantin.
- Canal de l'Ourcq.